# Élections municipales de 2020 en Loir-et-Cher
Les élections municipales de 2020 en Loir-et-Cher ont lieu le 15 mars 2020 avec un second tour initialement prévu le 22 mars. Comme dans le reste de la France, le report du second tour est annoncé en pleine crise sanitaire liée à la propagation du coronavirus (Covid-19). Le 22 mai, le Premier ministre Édouard Philippe annonce la tenue du second tour le 28 juin, date réversible suivant l'évolution de la pandémie sur le territoire national.

## Maires sortants et maires élus
Le scrutin est marqué par une grande stabilité dans le département. La gauche échoue à récupérer Lamotte-Beuvron, Salbris et Vendôme, perdues en 2014 face à la droite et l'UDI. Néanmoins, les villes principales comme Blois et Romorantin-Lanthenay leur demeurent acquises. La droite conserve ses possessions à l'exception de Mer, son bastion depuis 1995, perdu face à la gauche. Elle gagne cependant Montoire-sur-le-Loire face au maire divers gauche sortant. Le centre récupère La Chaussée-Saint-Victor, mais ne parvient pas à regagner Selles-sur-Cher, perdue lors du scrutin précédent.
| Commune                  | Population | Maire sortant      | Parti | Parti | Maire élu        | Parti | Parti |
| ------------------------ | ---------- | ------------------ | ----- | ----- | ---------------- | ----- | ----- |
| Blois                    | 46 086     | Marc Gricourt      |       | PS    | Marc Gricourt    |       | PS    |
| La Chaussée-Saint-Victor | 4 503      | Marie-Claude Dupou |       | DVD   | Stéphane Baudu   |       | MoDem |
| Le Controis-en-Sologne   | 6 866      | Jean-Luc Brault    |       | DVD   | Jean-Luc Brault  |       | DVD   |
| Lamotte-Beuvron          | 4 724      | Pascal Bioulac     |       | LR    | Pascal Bioulac   |       | LR    |
| Mer                      | 6 238      | Raymond Gervy      |       | DVD   | Vincent Robin    |       | DVG   |
| Montoire-sur-le-Loir     | 3 782      | Guy Moyer          |       | DVG   | Arnaud Tafilet   |       | DVD   |
| Montrichard Val de Cher  | 3 810      | Damien Hénault     |       | LR    | Damien Hénault   |       | LR    |
| Romorantin-Lanthenay     | 17 754     | Jeanny Lorgeoux    |       | DVG   | Jeanny Lorgeoux  |       | DVG   |
| Saint-Laurent-Nouan      | 4 357      | Christian Lalleron |       | DVD   | Michel Laurent   |       | DVD   |
| Salbris                  | 5 166      | Olivier Pavy       |       | DVD   | Alexandre Avril  |       | LR    |
| Selles-sur-Cher          | 4 567      | Francis Monchet    |       | DVD   | Stella Cocheton  |       | DVD   |
| Vendôme                  | 16 569     | Laurent Brillard   |       | UDI   | Laurent Brillard |       | UDI   |
| Veuzain-sur-Loire        | 3 503      | Pierre Olaya       |       | DVG   | Pierre Olaya     |       | DVG   |
| Vineuil                  | 7 815      | François Fromet    |       | DVG   | François Fromet  |       | DVG   |

## Résultats dans les communes de plus de3 500 habitants

### Blois
- Maire sortant : Marc Gricourt (PS)
- 43 sièges à pourvoir au conseil municipal (population légale 2017 : 46 086 habitants)
- 33 sièges à pourvoir au conseil communautaire (CA de Blois « Agglopolys »)

|                          | Marc Gricourt            | PS-EELV-G.s-PCF-PP       | 5 888  | 55,98 | 35 | 27 |  |  |
|                          | Etienne Panchout         | MoDem-LREM               | 1 523  | 14,48 | 3  | 2  |  |  |
|                          | Malik Benakcha           | LR                       | 1 451  | 13,79 | 3  | 2  |  |  |
|                          | Mathilde Paris           | RN                       | 767    | 7,29  | 1  | 1  |  |  |
|                          | Gildas Vieira            | DVG                      | 711    | 6,76  | 1  | 1  |  |  |
|                          | Olivier Trancart         | EXG                      | 177    | 1,68  | 0  | 0  |  |  |
|                          |                          |                          |        |       |    |    |  |  |
| Exprimés                 | Exprimés                 | Exprimés                 | 10 517 | 97,16 |    |    |  |  |
| Votes blancs             | Votes blancs             | Votes blancs             | 117    | 1,08  |    |    |  |  |
| Votes nuls               | Votes nuls               | Votes nuls               | 190    | 1,76  |    |    |  |  |
| Total                    | Total                    | Total                    | 10 824 | 100   | 43 | 33 |  |  |
| Abstention               | Abstention               | Abstention               | 17 686 | 62,03 |    |    |  |  |
| Inscrits / participation | Inscrits / participation | Inscrits / participation | 28 510 | 37,97 |    |    |  |  |

### La Chaussée-Saint-Victor
- Maire sortant : Marie-Claude Dupou (DVD)
- 27 sièges à pourvoir au conseil municipal (population légale 2017 : 4 503 habitants)
- 3 sièges à pourvoir au conseil communautaire (CA de Blois « Agglopolys »)

|                          | Stéphane Baudu           | MoDem                    | 883   | 100,00 | 27 | 3 |  |  |
|                          |                          |                          |       |        |    |   |  |  |
| Exprimés                 | Exprimés                 | Exprimés                 | 883   | 88,21  |    |   |  |  |
| Votes blancs             | Votes blancs             | Votes blancs             | 51    | 5,09   |    |   |  |  |
| Votes nuls               | Votes nuls               | Votes nuls               | 67    | 6,69   |    |   |  |  |
| Total                    | Total                    | Total                    | 1 001 | 100    | 27 | 3 |  |  |
| Abstention               | Abstention               | Abstention               | 2 225 | 68,97  |    |   |  |  |
| Inscrits / participation | Inscrits / participation | Inscrits / participation | 3 226 | 31,03  |    |   |  |  |

### Le Controis-en-Sologne
- Maire sortant : Jean-Luc Brault (DVD)
- 33 sièges à pourvoir au conseil municipal (population légale 2017 : 6 866 habitants)
- 8 sièges à pourvoir au conseil communautaire (CC Val-de-Cher-Controis)

|                          | Jean-Luc Brault          | DVD                      | 1 486 | 67,97 | 28 | 7 |  |  |
|                          | Michel Quenioux          | DIV                      | 700   | 32,02 | 5  | 1 |  |  |
|                          |                          |                          |       |       |    |   |  |  |
| Exprimés                 | Exprimés                 | Exprimés                 | 2 186 | 94,39 |    |   |  |  |
| Votes blancs             | Votes blancs             | Votes blancs             | 50    | 2,16  |    |   |  |  |
| Votes nuls               | Votes nuls               | Votes nuls               | 80    | 3,45  |    |   |  |  |
| Total                    | Total                    | Total                    | 2 316 | 100   | 33 | 8 |  |  |
| Abstention               | Abstention               | Abstention               | 2 711 | 53,93 |    |   |  |  |
| Inscrits / participation | Inscrits / participation | Inscrits / participation | 5 027 | 46,07 |    |   |  |  |

### Lamotte-Beuvron
- Maire sortant : Pascal Bioulac (LR)
- 27 sièges à pourvoir au conseil municipal (population légale 2017 : 4 724 habitants)
- 11 sièges à pourvoir au conseil communautaire (CC Cœur de Sologne)

|                          | Pascal Bioulac           | LR                       | 1 358 | 82,25 | 25 | 10 |  |  |
|                          | Fabrice Guillier         | DVG                      | 293   | 17,74 | 2  | 1  |  |  |
|                          |                          |                          |       |       |    |    |  |  |
| Exprimés                 | Exprimés                 | Exprimés                 | 1 651 | 97,29 |    |    |  |  |
| Votes blancs             | Votes blancs             | Votes blancs             | 19    | 1,12  |    |    |  |  |
| Votes nuls               | Votes nuls               | Votes nuls               | 27    | 1,59  |    |    |  |  |
| Total                    | Total                    | Total                    | 1 697 | 100   | 27 | 11 |  |  |
| Abstention               | Abstention               | Abstention               | 1 683 | 49,79 |    |    |  |  |
| Inscrits / participation | Inscrits / participation | Inscrits / participation | 3 380 | 50,21 |    |    |  |  |

### Mer
- Maire sortant : Raymond Gervy (DVD)
- 29 sièges à pourvoir au conseil municipal (population légale 2017 : 6 238 habitants)
- 14 sièges à pourvoir au conseil communautaire (CC Beauce Val de Loire)

| Tête de liste            | Tête de liste            | Liste                    | Premier tour | Premier tour | Deuxième tour | Deuxième tour | Sièges | Sièges |
| Tête de liste            | Tête de liste            | Liste                    | Voix         | %            | Voix          | %             | CM     | CC     |
| ------------------------ | ------------------------ | ------------------------ | ------------ | ------------ | ------------- | ------------- | ------ | ------ |
|                          | Vincent Robin            | DVG                      | 727          | 42,39        | 899           | 48,80         | 22     | 11     |
|                          | Martine Nodot            | DVD                      | 705          | 41,10        | 742           | 40,28         | 6      | 3      |
|                          | Olivier Besnard          | RN                       | 283          | 16,50        | 201           | 10,91         | 1      | 0      |
|                          |                          |                          |              |              |               |               |        |        |
| Exprimés                 | Exprimés                 | Exprimés                 | 1 715        | 95,33        | 1 842         | 97,36         |        |        |
| Votes blancs             | Votes blancs             | Votes blancs             | 35           | 1,95         | 13            | 0,69          |        |        |
| Votes nuls               | Votes nuls               | Votes nuls               | 49           | 2,72         | 37            | 1,96          |        |        |
| Total                    | Total                    | Total                    | 1 799        | 100          | 1 892         | 100           | 29     | 14     |
| Abstention               | Abstention               | Abstention               | 2 068        | 53,48        | 1 970         | 51,01         |        |        |
| Inscrits / participation | Inscrits / participation | Inscrits / participation | 3 867        | 46,52        | 3 862         | 48,99         |        |        |

### Montoire-sur-le-Loir
- Maire sortant : Guy Moyer (DVG)
- 27 sièges à pourvoir au conseil municipal (population légale 2017 : 3 782 habitants)
- 5 sièges à pourvoir au conseil communautaire (CA Territoires Vendômois)

|                          | Arnaud Tafilet           | DVD                      | 1 001 | 65,29 | 23 | 4 |  |  |
|                          | Guy Moyer                | DVG                      | 532   | 34,70 | 4  | 1 |  |  |
|                          |                          |                          |       |       |    |   |  |  |
| Exprimés                 | Exprimés                 | Exprimés                 | 1 533 | 94,75 |    |   |  |  |
| Votes blancs             | Votes blancs             | Votes blancs             | 46    | 2,84  |    |   |  |  |
| Votes nuls               | Votes nuls               | Votes nuls               | 39    | 2,41  |    |   |  |  |
| Total                    | Total                    | Total                    | 1 618 | 100   | 27 | 5 |  |  |
| Abstention               | Abstention               | Abstention               | 1 420 | 46,74 |    |   |  |  |
| Inscrits / participation | Inscrits / participation | Inscrits / participation | 3 038 | 53,26 |    |   |  |  |

### Montrichard Val de Cher
- Maire sortant : Damien Henault (LR)
- 29 sièges à pourvoir au conseil municipal (population légale 2017 : 3 810 habitants)
- 4 sièges à pourvoir au conseil communautaire (CC Val-de-Cher-Controis)

|                          | Damien Hénault           | LR                       | 926   | 66,14 | 24 | 3 |  |  |
|                          | Isabelle Moreau          | DIV                      | 474   | 33,85 | 5  | 1 |  |  |
|                          |                          |                          |       |       |    |   |  |  |
| Exprimés                 | Exprimés                 | Exprimés                 | 1 400 | 95,04 |    |   |  |  |
| Votes blancs             | Votes blancs             | Votes blancs             | 30    | 2,04  |    |   |  |  |
| Votes nuls               | Votes nuls               | Votes nuls               | 43    | 2,92  |    |   |  |  |
| Total                    | Total                    | Total                    | 1 473 | 100   | 29 | 4 |  |  |
| Abstention               | Abstention               | Abstention               | 1 355 | 47,91 |    |   |  |  |
| Inscrits / participation | Inscrits / participation | Inscrits / participation | 2 828 | 52,09 |    |   |  |  |

### Veuzain-sur-Loire
- Maire sortant : Pierre Olaya (DVG)
- 29 sièges à pourvoir au conseil municipal (population légale 2017 : 3 503 habitants)
- 2 sièges à pourvoir au conseil communautaire (CA de Blois « Agglopolys »)

|                          | Pierre Olaya             | DVG                      | 926   | 74,49 | 26 | 2 |  |  |
|                          | Christian Gauvin         | DIV                      | 317   | 25,50 | 3  | 0 |  |  |
|                          |                          |                          |       |       |    |   |  |  |
| Exprimés                 | Exprimés                 | Exprimés                 | 1 243 | 94,67 |    |   |  |  |
| Votes blancs             | Votes blancs             | Votes blancs             | 25    | 1,90  |    |   |  |  |
| Votes nuls               | Votes nuls               | Votes nuls               | 45    | 3,43  |    |   |  |  |
| Total                    | Total                    | Total                    | 1 313 | 100   | 29 | 2 |  |  |
| Abstention               | Abstention               | Abstention               | 1 438 | 52,27 |    |   |  |  |
| Inscrits / participation | Inscrits / participation | Inscrits / participation | 2 751 | 47,73 |    |   |  |  |

### Romorantin-Lanthenay
- Maire sortant : Jeanny Lorgeoux (DVG)
- 33 sièges à pourvoir au conseil municipal (population légale 2017 : 17 754 habitants)
- 21 sièges à pourvoir au conseil communautaire (CC du Romorantinais et du Monestois)

| Tête de liste            | Tête de liste            | Liste                    | Premier tour | Premier tour | Deuxième tour | Deuxième tour | Sièges | Sièges |
| Tête de liste            | Tête de liste            | Liste                    | Voix         | %            | Voix          | %             | CM     | CC     |
| ------------------------ | ------------------------ | ------------------------ | ------------ | ------------ | ------------- | ------------- | ------ | ------ |
|                          | Jeanny Lorgeoux          | DVG                      | 1 971        | 34,28        | 2 115         | 39,58         | 24     | 15     |
|                          | Louis De Redon           | MoDem                    | 1 368        | 23,79        | 1 721         | 32,21         | 5      | 3      |
|                          | Didier Guénin            | PS-PCF                   | 816          | 14,19        | 927           | 17,34         | 3      | 2      |
|                          | Raphaël Hougnon          | LR                       | 710          | 12,34        | 580           | 10,85         | 1      | 1      |
|                          | Marianne Coupé           | EELV-LFI-G•s             | 464          | 8,07         |               |               |        |        |
|                          | Alain Retsin             | RN                       | 420          | 7,30         |               |               |        |        |
|                          |                          |                          |              |              |               |               |        |        |
| Exprimés                 | Exprimés                 | Exprimés                 | 5 749        | 96,69        | 5 343         | 96,46         |        |        |
| Votes blancs             | Votes blancs             | Votes blancs             | 57           | 0,96         | 96            | 1,73          |        |        |
| Votes nuls               | Votes nuls               | Votes nuls               | 140          | 2,35         | 100           | 1,81          |        |        |
| Total                    | Total                    | Total                    | 5 946        | 100          | 5 539         | 100           | 33     | 21     |
| Abstention               | Abstention               | Abstention               | 7 061        | 54,29        | 7 471         | 57,43         |        |        |
| Inscrits / participation | Inscrits / participation | Inscrits / participation | 13 007       | 45,71        | 13 010        | 42,57         |        |        |

### Saint-Laurent-Nouan
- Maire sortant : Christian Lalleron (DVD)
- 27 sièges à pourvoir au conseil municipal (population légale 2017 : 4 357 habitants)
- 7 sièges à pourvoir au conseil communautaire (CC du Grand Chambord)

| Tête de liste            | Tête de liste            | Liste                    | Premier tour | Premier tour | Deuxième tour | Deuxième tour | Sièges | Sièges |
| Tête de liste            | Tête de liste            | Liste                    | Voix         | %            | Voix          | %             | CM     | CC     |
| ------------------------ | ------------------------ | ------------------------ | ------------ | ------------ | ------------- | ------------- | ------ | ------ |
|                          | Michel Laurent           | DVD                      | 477          | 35,59        | 504           | 38,44         | 19     | 5      |
|                          | Stéphane Friaud          | DVG                      | 458          | 34,17        | 473           | 36,07         | 5      | 1      |
|                          | Valérie Lodi             | DVD                      | 405          | 30,22        | 334           | 25,47         | 3      | 1      |
|                          |                          |                          |              |              |               |               |        |        |
| Exprimés                 | Exprimés                 | Exprimés                 | 1 340        | 96,20        | 1 311         | 98,72         |        |        |
| Votes blancs             | Votes blancs             | Votes blancs             | 24           | 1,72         | 10            | 0,75          |        |        |
| Votes nuls               | Votes nuls               | Votes nuls               | 29           | 2,08         | 7             | 0,53          |        |        |
| Total                    | Total                    | Total                    | 1 393        | 100          | 1 328         | 100           | 27     | 7      |
| Abstention               | Abstention               | Abstention               | 1 721        | 55,27        | 1 793         | 57,45         |        |        |
| Inscrits / participation | Inscrits / participation | Inscrits / participation | 3 114        | 44,73        | 3 121         | 42,55         |        |        |

### Salbris
- Maire sortant : Olivier Pavy (DVD)
- 29 sièges à pourvoir au conseil municipal (population légale 2017 : 5 166 habitants)
- 13 sièges à pourvoir au conseil communautaire (CC La Sologne des rivières)

| Tête de liste            | Tête de liste            | Liste                    | Premier tour | Premier tour | Deuxième tour | Deuxième tour | Sièges | Sièges |
| Tête de liste            | Tête de liste            | Liste                    | Voix         | %            | Voix          | %             | CM     | CC     |
| ------------------------ | ------------------------ | ------------------------ | ------------ | ------------ | ------------- | ------------- | ------ | ------ |
|                          | Alexandre Avril          | LR                       | 898          | 41,26        | 1 239         | 57,95         | 23     | 11     |
|                          | Pascal Sauvaget          | DVD                      | 656          | 30,14        | 899           | 42,04         | 6      | 2      |
|                          | Olivier Pavy             | DVD                      | 622          | 28,58        | 899           | 42,04         | 6      | 2      |
|                          |                          |                          |              |              |               |               |        |        |
| Exprimés                 | Exprimés                 | Exprimés                 | 2 176        | 98,19        | 2 138         | 96,05         |        |        |
| Votes blancs             | Votes blancs             | Votes blancs             | 23           | 1,04         | 48            | 2,16          |        |        |
| Votes nuls               | Votes nuls               | Votes nuls               | 17           | 0,77         | 40            | 1,80          |        |        |
| Total                    | Total                    | Total                    | 2 216        | 100          | 2 226         | 100           | 29     | 13     |
| Abstention               | Abstention               | Abstention               | 1 740        | 43,98        | 1 725         | 43,66         |        |        |
| Inscrits / participation | Inscrits / participation | Inscrits / participation | 3 956        | 56,02        | 3 951         | 56,34         |        |        |

### Selles-sur-Cher
- Maire sortant : Francis Monchet (DVD)
- 27 sièges à pourvoir au conseil municipal (population légale 2017 : 4 567 habitants)
- 5 sièges à pourvoir au conseil communautaire (CC Val-de-Cher-Controis)

| Tête de liste            | Tête de liste            | Liste                    | Premier tour | Premier tour | Deuxième tour | Deuxième tour | Sièges | Sièges |
| Tête de liste            | Tête de liste            | Liste                    | Voix         | %            | Voix          | %             | CM     | CC     |
| ------------------------ | ------------------------ | ------------------------ | ------------ | ------------ | ------------- | ------------- | ------ | ------ |
|                          | Stella Cocheton          | DVD                      | 687          | 39,98        | 864           | 51,89         | 21     | 4      |
|                          | Jean-Paul Pinon          | DVD                      | 542          | 31,54        | 801           | 48,10         | 6      | 1      |
|                          | Christina Brown          | LR                       | 342          | 19,90        |               |               |        |        |
|                          | Joël Graslin             | DVD                      | 147          | 8,55         |               |               |        |        |
|                          |                          |                          |              |              |               |               |        |        |
| Exprimés                 | Exprimés                 | Exprimés                 | 1 718        | 97,56        | 1 665         | 96,97         |        |        |
| Votes blancs             | Votes blancs             | Votes blancs             | 22           | 1,25         | 24            | 1,40          |        |        |
| Votes nuls               | Votes nuls               | Votes nuls               | 21           | 1,19         | 28            | 1,63          |        |        |
| Total                    | Total                    | Total                    | 1 761        | 100          | 1 717         | 100           | 27     | 5      |
| Abstention               | Abstention               | Abstention               | 1 463        | 45,38        | 1 492         | 46,49         |        |        |
| Inscrits / participation | Inscrits / participation | Inscrits / participation | 3 224        | 54,62        | 3 209         | 53,51         |        |        |

### Vendôme
- Maire sortant : Laurent Brillard (UDI)
- 33 sièges à pourvoir au conseil municipal (population légale 2017 : 16 569 habitants)
- 25 sièges à pourvoir au conseil communautaire (CA Territoires Vendômois)

|                          | Laurent Brillard         | UDI                      | 2 301  | 54,64 | 26 | 20 |  |  |
|                          | Christophe Chapuis       | PS                       | 875    | 20,77 | 3  | 3  |  |  |
|                          | Sandrine Tricot          | EELV                     | 559    | 13,27 | 2  | 1  |  |  |
|                          | Jean-Paul Tapia          | DVD                      | 476    | 11,30 | 2  | 1  |  |  |
|                          |                          |                          |        |       |    |    |  |  |
| Exprimés                 | Exprimés                 | Exprimés                 | 4 211  | 97,23 |    |    |  |  |
| Votes blancs             | Votes blancs             | Votes blancs             | 42     | 0,97  |    |    |  |  |
| Votes nuls               | Votes nuls               | Votes nuls               | 78     | 1,80  |    |    |  |  |
| Total                    | Total                    | Total                    | 4 331  | 100   | 33 | 25 |  |  |
| Abstention               | Abstention               | Abstention               | 6 707  | 60,76 |    |    |  |  |
| Inscrits / participation | Inscrits / participation | Inscrits / participation | 11 038 | 39,24 |    |    |  |  |

### Vineuil
- Maire sortant : François Fromet (DVG)
- 29 sièges à pourvoir au conseil municipal (population légale 2017 : 7 815 habitants)
- 5 sièges à pourvoir au conseil communautaire (CA de Blois « Agglopolys »)

|                          | François Fromet          | DVG                      | 1 330 | 53,60 | 23 | 5 |  |  |
|                          | Patricia Fhima           | UDI                      | 635   | 25,59 | 3  | 0 |  |  |
|                          | Aurélie Challier         | DIV                      | 516   | 20,79 | 3  | 0 |  |  |
|                          |                          |                          |       |       |    |   |  |  |
| Exprimés                 | Exprimés                 | Exprimés                 | 2 481 | 96,91 |    |   |  |  |
| Votes blancs             | Votes blancs             | Votes blancs             | 44    | 1,72  |    |   |  |  |
| Votes nuls               | Votes nuls               | Votes nuls               | 35    | 1,37  |    |   |  |  |
| Total                    | Total                    | Total                    | 2 560 | 100   | 29 | 5 |  |  |
| Abstention               | Abstention               | Abstention               | 3 463 | 57,50 |    |   |  |  |
| Inscrits / participation | Inscrits / participation | Inscrits / participation | 6 023 | 42,50 |    |   |  |  |